# Округ Марион (Тексас)
Округ Марион (енгл. Marion County) је округ у америчкој савезној држави Тексас. По попису из 2010. године број становника је 10.546.

## Демографија
Према попису становништва из 2010. у округу је живело 10.546 становника, што је 395 (3,6%) становника мање него 2000. године.
| Група             | 2000.         | 2010.         |
| Белци             | 7.818 (71,5%) | 7.564 (71,7%) |
| Афроамериканци    | 2.616 (23,9%) | 2.325 (22,0%) |
| Азијати           | 24 (0,2%)     | 50 (0,5%)     |
| Хиспаноамериканци | 263 (2,4%)    | 328 (3,1%)    |
| Укупно            | 10.941        | 10.546        |